# Abu Rummaneh
Abu Rummaneh (tiếng Ả Rập: أبو رمانة) là một khu phố cao cấp và quận của thành phố Muhajirin ở phía tây Damascus, Syria. Nó có dân số 6.421 trong cuộc điều tra dân số năm 2004. Khu phố tập trung vào Đại lộ Abu Rummaneh rợp bóng cây, được biết đến với tên chính thức là Đại lộ al-Jalaa, được đặt tên cho việc sơ tán quân đội ủy nhiệm Pháp khỏi Syria. Khu phố đóng vai trò là khu ngoại giao của Damascus, cũng là nơi chứa Trung tâm Văn hóa Ả Rập và Viện Nghiên cứu Ả Rập của Pháp (IFEAD). Các đường phố nhỏ hơn ở hai bên đại lộ được lót bởi các tòa nhà chung cư đắt tiền, thuộc sở hữu của Damascenes giàu có.